# Chrysobothris orono
Chrysobothris orono är en skalbaggsart som beskrevs av Frost 1920. Chrysobothris orono ingår i släktet Chrysobothris och familjen praktbaggar. Inga underarter finns listade i Catalogue of Life.